# Pflegamt Gundelfingen
Das Pflegamt Gundelfingen entstand nach der Schaffung des Fürstentums Pfalz-Neuburg im Jahre 1505 als Amt des Landesherrn. 

## Geschichte
1506 übertrug Friedrich II. die Pflege Gundelfingen an seinen Rat Ulrich Alberstorfer dem Älteren. Dieser wurde mit 200 Gulden und anderen Leistungen besoldet. Von 1512 bis 1537 befand sich die Pflege im Besitz des Memminger Patriziers Erhard Vöhlin dem Älteren, der Helene, die Tochter von Alberstorfer, geheiratet hatte. Vöhlins Nachfolger als Pfleger wurde Rieger von Westernach, ein Schwiegersohn Vöhlins. 1557 wird der herzogliche Pfleger Christoph Arnold von Schweinspoint überliefert.  
Im Laufe des 16. Jahrhunderts wurde das Pflegamt Staufen mit dem Pflegamt Gundelfingen vereinigt. Dieses unterstand der Vogtei Höchstädt. Zur Pflege Gundelfingen gehörten nach dem Salbuch von 1560 neben Gundelfingen die Dörfer Bachhagel, Ballhausen, Burghagel, Landshausen, Mödingen, Oberbechingen, Obermedlingen, Peterswörth, Staufen und der Weiler Schwarzenwang. 
Mit der Verwaltungsneugliederung Bayerns im Jahr 1803 kam das Gebiet des Pflegamts Gundelfingen zum Landgericht Höchstädt.